# Функтор Ext
В математиці, функтор Ext є похідним функтором функтора Hom. Разом із функтором Tor, Ext є одним із головних понять гомологічної алгебри. За допомогою цього функтора можна дати означення когомології груп, когомології алгебр Лі і когомології Хохшильда.
У випадку абелевих груп, Ext був введений Рейнхольдом Бером у 1934 році. Термін Ext був запропонований у 1942 році Ейленбергом і МакЛейном, які застосували це поняття у топології. Для модулів над довільним кільцем, означення функтора Ext було дане Картаном і Ейленбергом у 1956 році в книзі Homological Algebra.

## Означення
Нехай R — кільце і R-Mod позначає категорію модулів над R. (Для некомутативних кілець це може бути категорія лівих R-модулів чи правих R-модулів.) Для деякого R-модуля A, позначимо T(B) = HomR(A, B) де B належить категорії R-Mod. Цей функтор є точним зліва функтором із категорії R-Mod у категорію абелевих груп Ab, і тому для нього існує правий похідний функтор RiT. Групами Ext є абелеві групи за означенням рівні
{\displaystyle \operatorname {Ext} _{R}^{i}(A,B)=(R^{i}T)(B),}
для цілих чисел i. 
Більш детально, нехай маємо деяку ін'єктивну резольвенту:
{\displaystyle 0\to B\to I^{0}\to I^{1}\to \cdots .}
Відкинемо в ній елемент B, і утворимо коланцюговий комплекс:
{\displaystyle 0\to \operatorname {Hom} _{R}(A,I^{0})\to \operatorname {Hom} _{R}(A,I^{1})\to \cdots .}
Для кожного цілого числа i, ExtiR(A, B) є когомологією цього комплексу по порядку i. Для від'ємних i когомологія вважається рівною нулю. Наприклад, Ext0R(A, B) є ядром відображення HomR(A, I0) → HomR(A, I1), яке є ізоморфним  HomR(A, B).
Еквівалентне означення використовує функтор G(A)=HomR(A, B), для деякого R-модуля B. У даному випадку маємо контраваріантний функтор, який можна розглядати як точний зліва функтор із оберненої категорії (R-Mod)op у категорію Ab. Групи Ext за означеннями є похідними функторами RiG:
{\displaystyle \operatorname {Ext} _{R}^{i}(A,B)=(R^{i}G)(A).}
В цьому випадку спершу вводиться проєктивна резольвента
{\displaystyle \cdots \to P_{1}\to P_{0}\to A\to 0.}
Після вилучення A і утворення коланцюгового комплекса:
{\displaystyle 0\to \operatorname {Hom} _{R}(P_{0},B)\to \operatorname {Hom} _{R}(P_{1},B)\to \cdots }
можна означити ExtiR(A, B) як когомологію цього комплексу в позиції i.
Описані вище побудови не залежать від вибору проєктивної чи ін'єктивної резольвенти і у всіх випадках отримуються однакові групи.
Для комутативного кільця R і R-модулів A і B, ExtiR(A, B) є R-модулем (використовуючи те, що HomR(A, B) є R-модулем у цьому випадку). Для некомутативного кільця R, ExtiR(A, B) є загалом лише абелевою групою. Якщо R є алгеброю над кільцем S (що, зокрема, означає, що S є комутативним кільцем), тоді ExtiR(A, B) є принаймні S-модулем.

## Властивості Ext
- Ext0R(A, B) ≅ HomR(A, B).

- Exti
R(A, B) = 0 для всіх i > 0 якщо R-модуль A є проєктивним (наприклад, вільним) або якщо B є ін'єктивним.

- виконуються і обернені твердження:
  - Якщо Ext1
R(A, B) = 0 для всіх B, тоді A є проєктивним (і тому Exti
R(A, B) = 0 для всіх i > 0).
  - Якщо Ext1
R(A, B) = 0 для всіх A, тоді B є ін'єктивним (і тому Exti
R(A, B) = 0 для всіх i > 0).

- {\displaystyle \operatorname {Ext} _{\mathbb {Z} }^{i}(A,B)=0} для всіх i ≥ 2 і всіх абелевих груп A і B.[3]

- Якщо R є комутативним кільцем і елемент u не є дільником нуля, тоді

{\displaystyle \operatorname {Ext} _{R}^{i}(R/(u),B)\cong {\begin{cases}B[u]&i=0\\B/uB&i=1\\0&{\text{otherwise,}}\end{cases}}}
для кожного R-модуля B. Тут B[u] позначає підгрупу у B, задану як {x ∈ B: ux = 0}. Якщо R є кільцем цілих чисел {\displaystyle \mathbb {Z} } за допомогою цих обчислень можна порахувати {\displaystyle \operatorname {Ext} _{\mathbb {Z} }^{1}(A,B)} для будь-якої скінченнопородженої абелевої групи A.
- Згідно загальних властивостей похідних функторів, для Ext існують дві основні довгі точні послідовності.[4] Спершу, коротка точна послідовність 0 → K → L → M → 0 R-модулів породжує довгу точну послідовність виду

{\displaystyle 0\to \mathrm {Hom} _{R}(A,K)\to \mathrm {Hom} _{R}(A,L)\to \mathrm {Hom} _{R}(A,M)\to \mathrm {Ext} _{R}^{1}(A,K)\to \mathrm {Ext} _{R}^{1}(A,L)\to \cdots ,}
для будь-якого R-модуля A. Також, коротка точна послідовність 0 → K → L → M → 0 породжує довгу точну послідовність
{\displaystyle 0\to \mathrm {Hom} _{R}(M,B)\to \mathrm {Hom} _{R}(L,B)\to \mathrm {Hom} _{R}(K,B)\to \mathrm {Ext} _{R}^{1}(M,B)\to \mathrm {Ext} _{R}^{1}(L,B)\to \cdots ,}
для будь-якого R-модуля B.
- Ext відображає прямі суми (можливо нескінченні) по першій змінній і прямі добутки по другій змінній у прямі добутки.[5] Тобто,

{\displaystyle {\begin{aligned}\operatorname {Ext} _{R}^{i}\left(\bigoplus _{\alpha }M_{\alpha },N\right)&\cong \prod _{\alpha }\operatorname {Ext} _{R}^{i}(M_{\alpha },N)\\\operatorname {Ext} _{R}^{i}\left(M,\prod _{\alpha }N_{\alpha }\right)&\cong \prod _{\alpha }\operatorname {Ext} _{R}^{i}(M,N_{\alpha })\end{aligned}}}
- Нехай A скінченнопороджений модуль над комутативним нетеровим кільцем R. Тоді Ext комутує із операцією локалізації, тобто для кожної мультиплікативно замкнутої множини S у R, довільного R-модуля B і цілого числа i,[6]

{\displaystyle S^{-1}\operatorname {Ext} _{R}^{i}(A,B)\cong \operatorname {Ext} _{S^{-1}R}^{i}\left(S^{-1}A,S^{-1}B\right).}

## Ext і розширення

### Еквівалентність розширень
Назва Ext походить від зв'язку із розширеннями модулів. Для R-модулів A і B, розширенням A за допомогою B називається коротка точна послідовність R-модулів
{\displaystyle 0\to B\to E\to A\to 0.}
Два розширення
{\displaystyle 0\to B\to E\to A\to 0}
{\displaystyle 0\to B\to E'\to A\to 0}
називаються еквівалентними (як розширення A за допомогою B) якщо існує комутативна діаграма
Середня стрілка при цьому є ізоморфізмом. Розширення A за допомогою B розщеплюється якщо воно є еквівалентним тривіальному розширенню
{\displaystyle 0\to B\to A\oplus B\to A\to 0.}
Існує бієкція між класами еквівалентності розширень A за допомогою B і елементами Ext0R(A, B). При цій бієкції тривіальні розширення відповідають нульовим елементам груп Ext1R(A, B).

### Суми Бера розширень
Сума Бера є описом абелевої структури Ext1R(A, B), якщо її розглядати як клас еквівалентності розширення A за допомогою B. А саме, для двох розширень
{\displaystyle 0\to B{\xrightarrow[{f}]{}}E{\xrightarrow[{g}]{}}A\to 0}
і
{\displaystyle 0\to B{\xrightarrow[{f'}]{}}E'{\xrightarrow[{g'}]{}}A\to 0,}
спершу розглядається розшарований добуток над {\displaystyle A},
{\displaystyle \Gamma =\left\{(e,e')\in E\oplus E'\;|\;g(e)=g'(e')\right\}.}
Тоді можна взяти фактор-модуль
{\displaystyle Y=\Gamma /\{(f(b),-f'(b))\;|\;b\in B\}.}
Сумою Бера E і E′ є розширення
{\displaystyle 0\to B\to Y\to A\to 0,}
де першим відображенням є {\displaystyle b\mapsto [(f(b),0)]=[(0,f'(b))],} а другим {\displaystyle (e,e')\mapsto g(e)=g'(e')}.
Сума Бера є визначеною з точністю до еквівалентності, комутативною і нейтральним елементом є тривіальне розширення. Оберненим розширенням до розширення 0 → B → E → A → 0 є розширення із тим самим модулем E але із заміною гомоморфізму E → A на від'ємний.

## Побудова Ext для абелевих категорій
Нобуо Йонеда ввів абелеві групи Extn
C(A, B) для об'єктів A і B в довільній абелевій категорії C; його означення узгоджується із означення в термінах резольвент якщо C має достатньо проєктивних чи ін'єктивних об'єктів. Спершу, Ext0R(A,B) = HomC(A, B). Далі, Ext1
C(A, B) є множиною класів еквівалентності розширення A за допомогою B, що є абелевою групою відносно суми Бера. Нарешті, групи Ext вищих порядків Extn
C(A, B) за означенням є класами еквівалентності n-розширень, тобто точними послідовностями
{\displaystyle 0\to B\to X_{n}\to \cdots \to X_{1}\to A\to 0,}
згідно відношення еквівалентності породженого рівностями між розширеннями виду
{\displaystyle {\begin{aligned}\xi :0&\to B\to X_{n}\to \cdots \to X_{1}\to A\to 0\\\xi ':0&\to B\to X'_{n}\to \cdots \to X'_{1}\to A\to 0\end{aligned}}}
якщо існують відображення Xm → X′m для всіх m із {1, 2, ..., n} такі, що всі відповідні квадрати комутують, тобто якщо існує ланцюгове відображення ξ → ξ', що є рівним одиничному на A і B.
Сума Бера таких двох n-розширень утворюються введенням {\displaystyle X''_{1}} як розшарованого добутку {\displaystyle X_{1}} і {\displaystyle X'_{1}} над A, і {\displaystyle X''_{n}} як розшарованого кодобутку {\displaystyle X_{n}} і {\displaystyle X'_{n}} під B. Тоді сума Бера розширень є рівною
{\displaystyle 0\to B\to X''_{n}\to X_{n-1}\oplus X'_{n-1}\to \cdots \to X_{2}\oplus X'_{2}\to X''_{1}\to A\to 0.}

## Важливі окремі випадки
- Когомологія груп є рівною {\displaystyle H^{*}(G,M)=\operatorname {Ext} _{\mathbb {Z} [G]}^{*}(\mathbb {Z} ,M)}, де G є групою, M є представлення G над цілими числами, і {\displaystyle \mathbb {Z} [G]} є груповим кільцем G.

- Для алгебри A над кільцем k і A-бімодуля M, когомологія Хохшильда є рівною

{\displaystyle HH^{*}(A,M)=\operatorname {Ext} _{A\otimes _{k}A^{\text{op}}}^{*}(A,M).}
- Когомологія алгебр Лі є рівною {\displaystyle H^{*}({\mathfrak {g}},M)=\operatorname {Ext} _{U{\mathfrak {g}}}^{*}(k,M)}, де {\displaystyle {\mathfrak {g}}} є алгеброю Лі над комутативним кільцем k, M є {\displaystyle {\mathfrak {g}}}-модуль, і {\displaystyle U{\mathfrak {g}}} є універсальною обгортуючою алгеброю.

- Для топологічного простору X, когомологія пучків є рівною {\displaystyle H^{*}(X,A)=\operatorname {Ext} ^{*}(\mathbb {Z} _{X},A).} Тут Ext розглядається у абелевій категорії пучків абелевих груп на X, і {\displaystyle \mathbb {Z} _{X}} є пучком локально сталих функцій із значенням у {\displaystyle \mathbb {Z} } (із дискретною топологією).

- Для локального кільця Нетер R із полем лишків k, {\displaystyle \operatorname {Ext} _{R}^{*}(k,k)} має структуру кокомутативної градуйованої алгебри Гопфа над k. Коли характеристика k є рівною 0, то ця алгебра є універсальною обгортуючою алгеброю когомології Андре — Квіллена D*(k/R,k) (що є градуйованою алгеброю Лі).[10]